# Lotte Wilms
Lotte Wilms (* 29. April 1984 in Alkmaar) ist eine niederländische Triathletin und Ironman-Siegerin (2023).

## Werdegang
Lotte Wilms war als Jugendliche 15 Jahre lang im Schwimmsport aktiv.
Sie startete 2017 in Australien bei ihrem ersten Triathlon und sie wurde 2018 in Rotterdam Dritte bei der nationalen Meisterschaft Sprint-Triathlon.
Im Februar 2022 gewann sie den Ironman 70.3 Geelong. Im Dezember wurde die 38-Jährige Dritte im Ironman Western Australia.
Im Mai 2023 konnte die starke Schwimmerin in Österreich die Challenge St. Pölten für sich entscheiden.
Mit dem Ironman Austria gewann die 39-Jährige im Juni 2023 ihr erstes Ironman-Rennen.
Lotte Wilms lebt und trainiert in Australien.
Im September 2024 belegte die 40-Jährige den achten Rang bei den Ironman World Championships in Nizza.

## Sportliche Erfolge
| Datum/Jahr    | Rang | Wettbewerb                                  | Austragungsort | Zeit     | Bemerkung                                        |
| ------------- | ---- | ------------------------------------------- | -------------- | -------- | ------------------------------------------------ |
| 10. Mai 2025  | 5    | Ironman 70.3 St. George                     | St. George     | 04:20:29 | US-Championships                                 |
| 14. Apr. 2024 | 12   | T100 Singapore                              | Singapur       | 04:03:20 | 2 km Schwimmen, 80 km Radfahren und 18 km Laufen |
| 24. März 2024 | 3    | Ironman 70.3 Geelong                        | Geelong        | 04:10:22 |                                                  |
| 21. Mai 2023  | 1    | Challenge St. Pölten                        | St. Pölten     | 04:25:47 |                                                  |
| 26. März 2023 | 3    | Ironman 70.3 Geelong                        | Geelong        | 04:14:28 |                                                  |
| 26. Juni 2022 | 2    | Challenge Walchsee-Kaiserwinkl              | Walchsee       | 03:36:01 | hinter der Österreicherin Simone Kumhofer        |
| 20. Feb. 2022 | 1    | Ironman 70.3 Geelong                        | Geelong        |          |                                                  |
| 12. Sep. 2021 | 1    | Ironman 70.3 Sunshine Coast                 | Mooloolaba     |          |                                                  |
| 2. Juni 2018  | 3    | NED Sprint Triathlon National Championships | Rotterdam      | 01:03:42 | hinter Sarissa De Vries                          |

| Datum/Jahr    | Rang | Wettbewerb                  | Austragungsort | Zeit     | Bemerkung                                                                            |
| ------------- | ---- | --------------------------- | -------------- | -------- | ------------------------------------------------------------------------------------ |
| 22. Sep. 2024 | 8    | Ironman World Championships | Nizza          | 09:23:28 |                                                                                      |
| 16. Juni 2024 | 2    | Ironman Cairns              | Cairns         | 08:46:53 |                                                                                      |
| 27. Apr. 2024 | 3    | Ironman Texas               | The Woodlands  | 08:46:59 |                                                                                      |
| 4. Dez. 2022  | 3    | Ironman Western Australia   | Busselton      | 08:40:59 | hinter der Britin Fenella Langridge in persönlicher Bestzeit auf der Ironman-Distanz |
| 14. Okt. 2023 | 26   | Ironman Hawaii              | Hawaii         | 09:15:09 |                                                                                      |
| 18. Juni 2023 | 1    | Ironman Austria             | Klagenfurt     | 08:56:51 |                                                                                      |
| 4. Dez. 2022  | 3    | Ironman Western Australia   | Busselton      |          | hinter Sarah Crowley                                                                 |